# Teatro San Cassiano
El Teatro San Cassiano o di San Cassiano de Venecia, creado en 1637, fue el primer teatro de ópera público en el mundo. En él se creó el concepto de cobrar una entrada para ver una ópera. Fue establecido por el empresario Domenico Mazzocchi, con el apoyo de la familia veneciana Tron. En este momento, todos los teatros de Venecia, eran teatros privados pertenecientes a las familias aristocráticas.
Un primer edificio fue construido por Andrea Palladio en 1565 cerca del Rialto. Pero su estructura de madera fue destruida en un incendio en 1629 y rápidamente sustituido por un edificio de piedra adquirido por la familia de Tron. En San Cassiano se estrenó L'Andromeda de Manelli y Ferrari y varias óperas comerciales incluidas las de Francesco Cavalli, quien lo dirigió por algún tiempo.
Los teatros públicos aumentarón y durante el siglo XVII, Venecia fue la Capital lírica del mundo por lo que en 1807 se presentaron en San Cassiano  sus últimas funciones y en 1812 fue demolido, un autor anónimo francés del siglo XVIII dijo de Venecia lo siguiente: 

En cada casa, alguien está tocando un instrumento musical o cantando.